# Маєток родини Липських

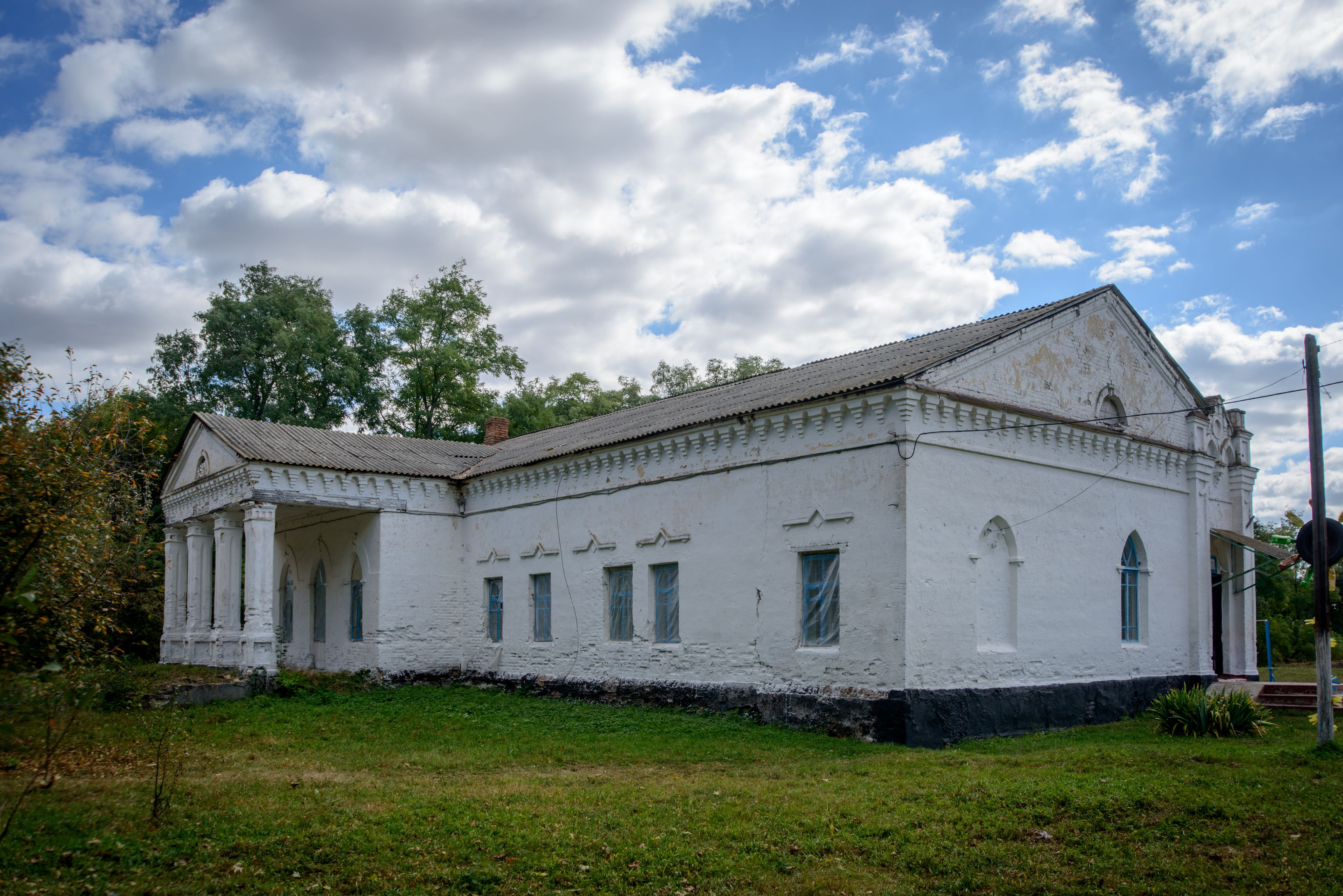
Вціліла споруда

Маєток родини Липських — розташований у центрі села Крячківка Пирятинського району Полтавської області. Від маєткового комплексу зберігся лише центральний будинок, що був збудований у кінці XIX ст. Будинок споруджено із цегли, одноповерховий, дах шиферний, двосхилий. Загальна площа 510 кв.м. Належав професору медицини Липському Олександру Лукичу, а після його смерті представникам родини Липських.

## Історія
Липський Олександр Лукич (1839—1906) — син капітана Луки Григоровича Липського, професор медицини, дворянин, проживав у м. Санкт-Петербурзі. Крячківку відвідував періодично під час своїх відпусток, так як перебував на державній службі. А справами у маєтку відала його дружина Любов Діакова.
Під час перебування у Крячківці займався благодійною діяльністю: лікував людей, надавав матеріальну допомогу. У 1905 р. під час першої революції в Росії маєток Липських став місцем квартирування козачої сотні, яка була направлена царським урядом для наведення порядку в окрузі. Мав сина Михайла та доньок Софію, Олену, Тетяну та Валентину. Події 1917 р. змусили родину Липських емігрувати до Франції.
Могила Липського Олександра Лукича знаходиться в центрі села, біля сільського будинку культури. На могилі встановлено бетонний пам'ятник, у верхній частині якого металевий хрест. На чільній стороні пам'ятника закріплено табличку з неіржавіючої сталі з пам'ятним написом: «Липський Олександр Лукич 1839—1906».

## Опис
Комплекс будинків був зведений у 90-х роках XIX ст. в центральній частині с. Крячківка Пирятинського повіту. До його складу входило декілька мурованих будинків різного призначення.
До нашого часу вціліла лише одна споруда — колишній житловий будинок. Це одноповерхова, прямокутна в плані цегляна споруда загальною площею 510 кв. м. зведена в стилі провінційної еклектики. Вхідна група — двері та два вікна головного фасаду, акцентована чотириколонним портиком, що завершується трикутним фронтоном, тимпан, якого по периметру оброблений штукатурними тягами й має напівкругле вікно. Площини сторін квадратних в плані колон портика прикрашені спареними пілястрами й досить оригінальними капітелями.
Вхідні двері й два вікна, що знаходяться поряд з ними мають завершення у вигляді стрільчатих готичних арок і обрамлені лиштвами у вигляді кокошників. Сім прямокутних вікон головного фасаду прикрашені ламаними поличками — сандриками.
На портиках і верхній частині стін усього будинку встановлені ліпні елементи у вигляді перевернутих пірамідок.
Дворовий фасад будинку із гладкими стінами в яких встановлено 8 стрільчатих вікон аналогічних головному фасаду та має невелику прибудову — тамбур для прислуги.
По завершенню будівництва будинок був поштукатурений вапняно-піщаним розчином дуже високої якості, який практично зберігся до нашого часу, й був пофарбований мінеральними фарбами в два кольори білий та кремовий.
Будинок являє собою цікавий зразок будівництва кінця XIX ст.

## Сучасність
За роки радянської влади маєток використовували як об'єкт соціально-побутового призначення.
У 1927 році на честь десятиріччя революції тут була відкрита початкова школа, а в 1950 році її реорганізували в семирічку. З 2010 р. приміщення займає Крячківський загальноосвітній навчальний заклад І — II ступенів.

## Галерея

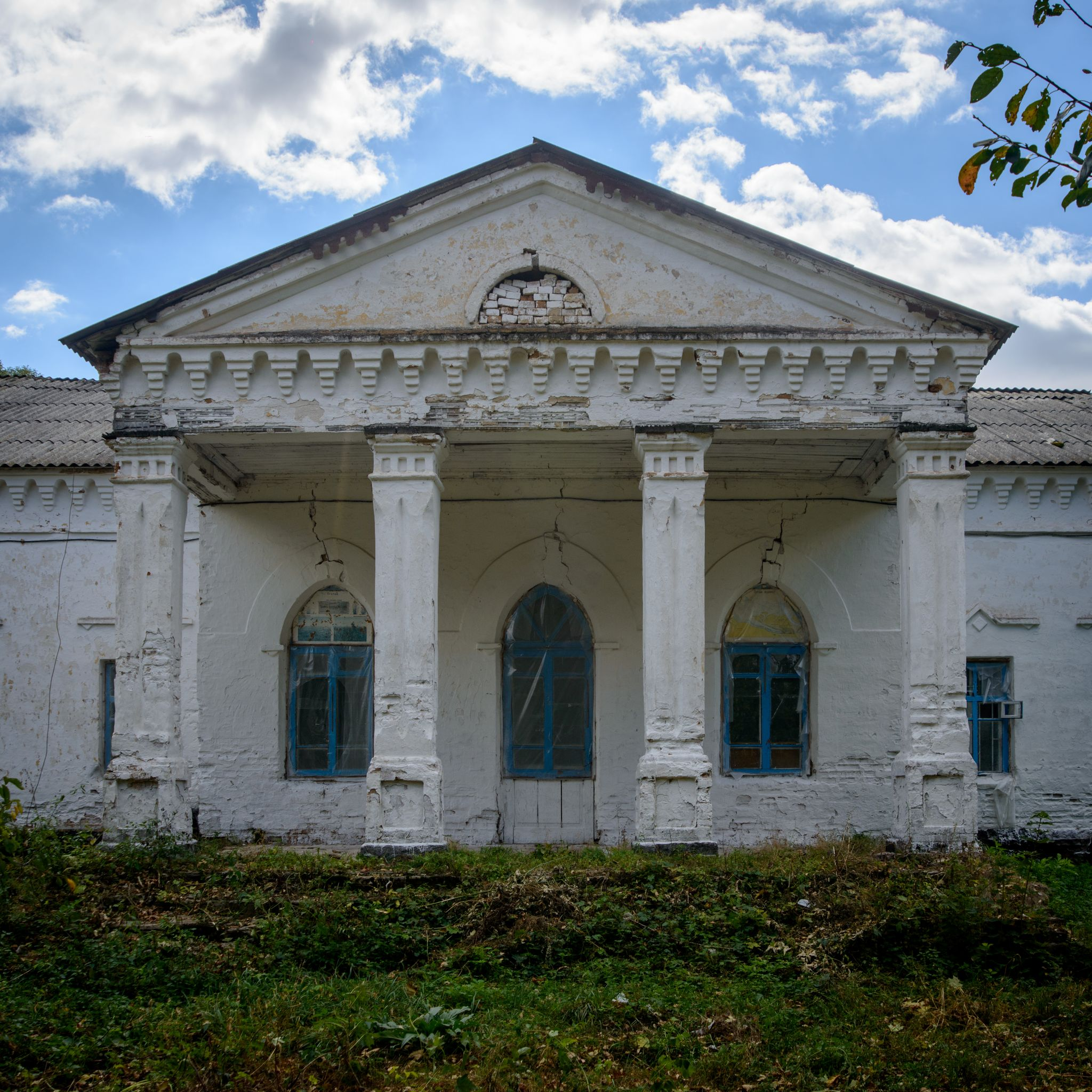
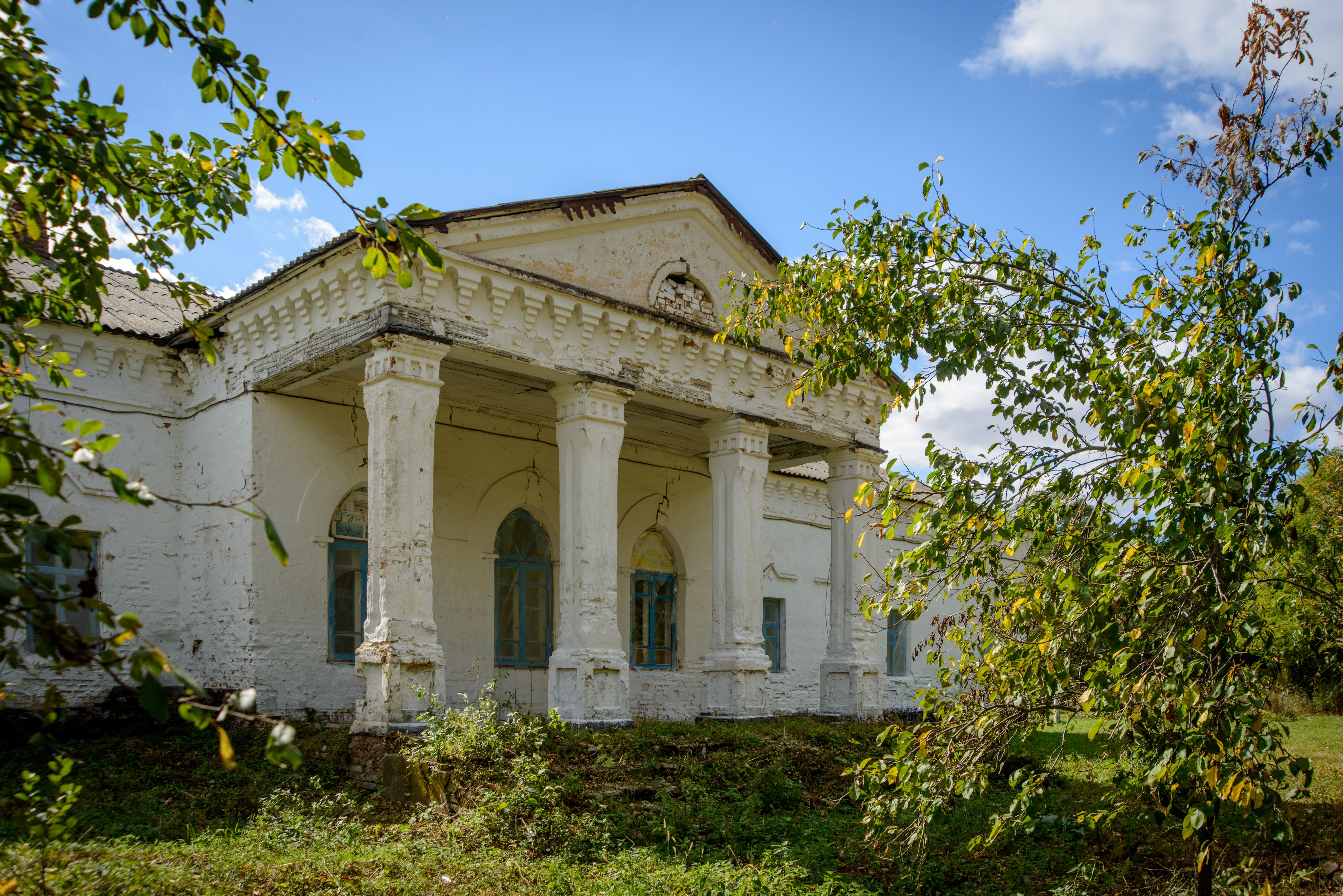
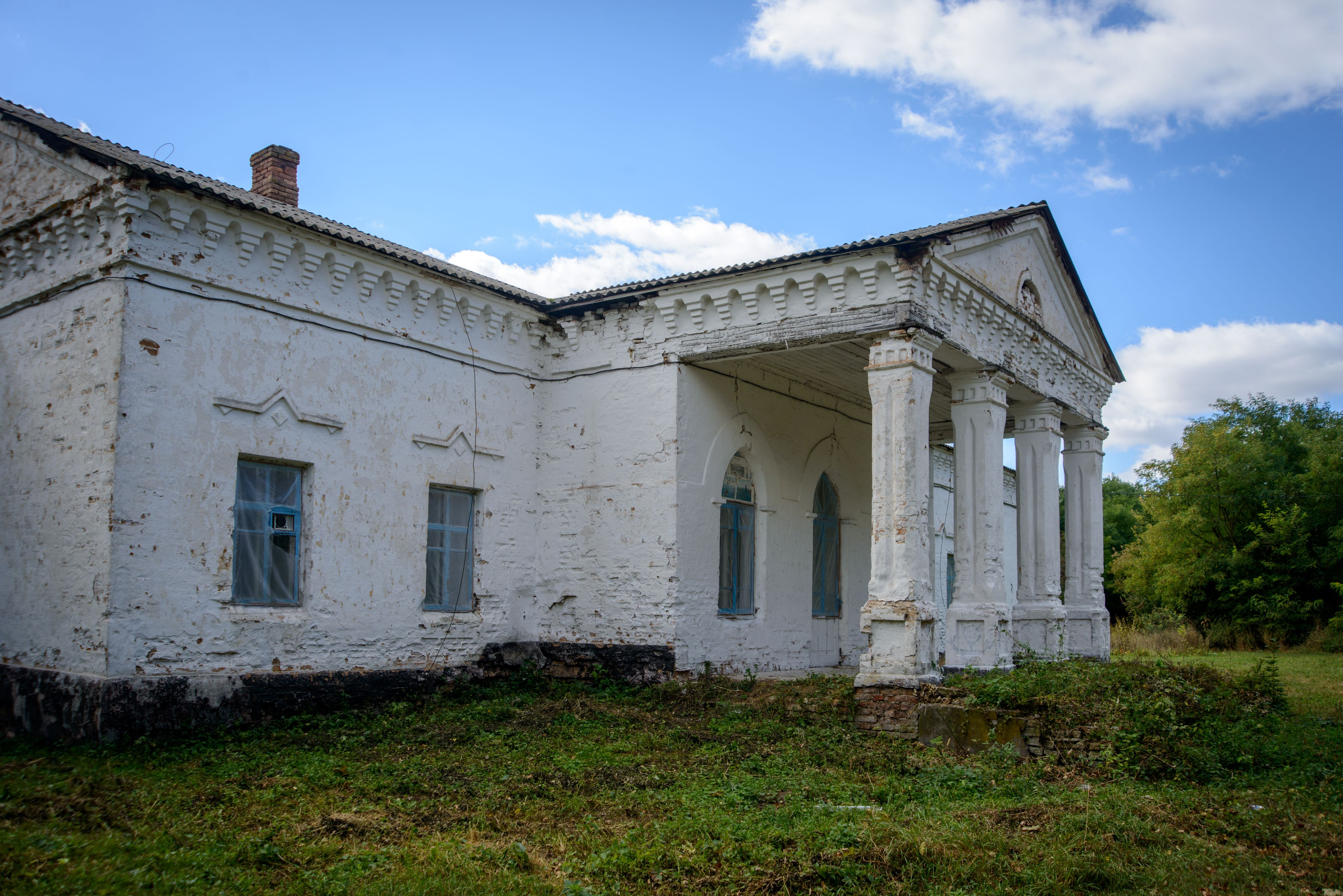
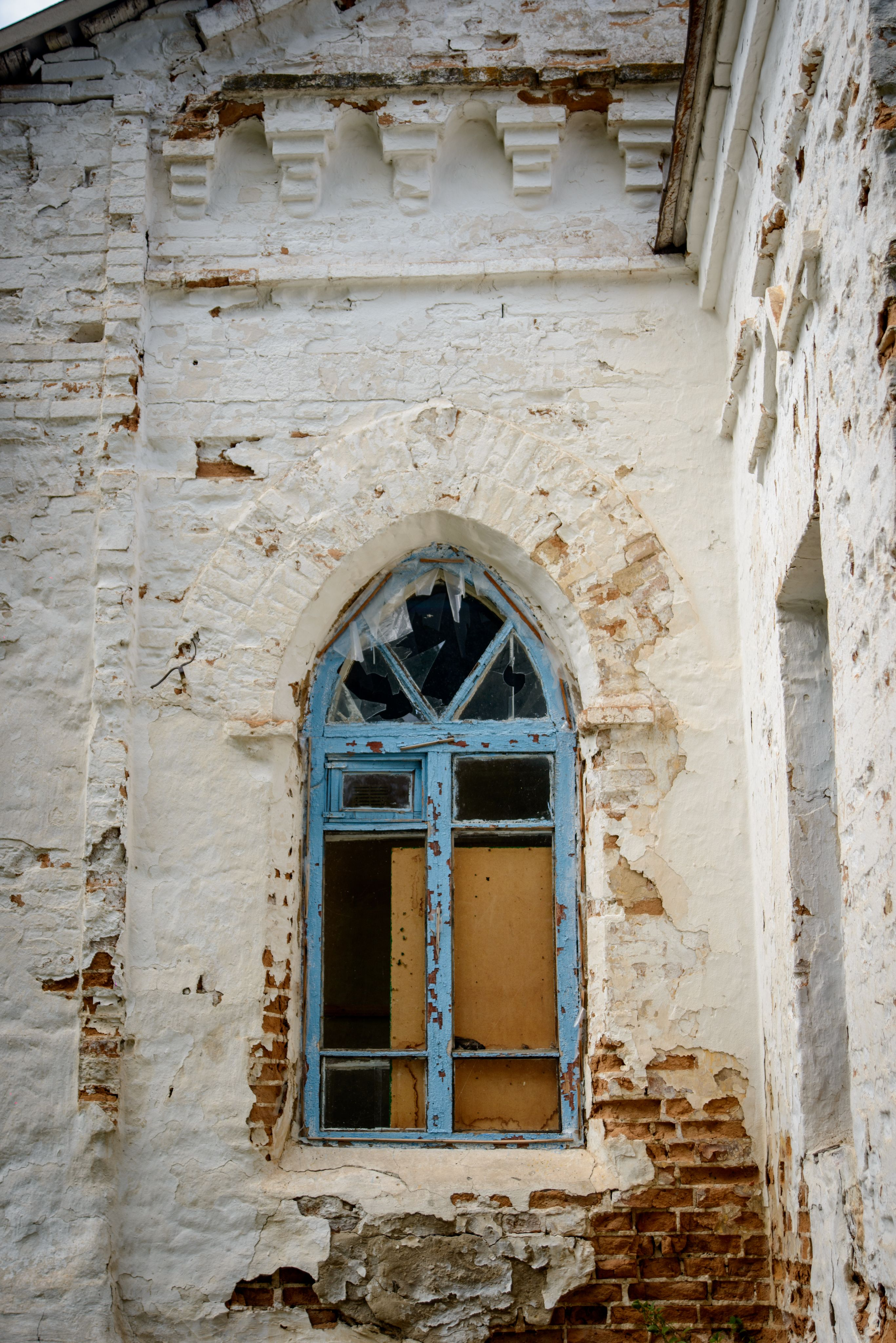
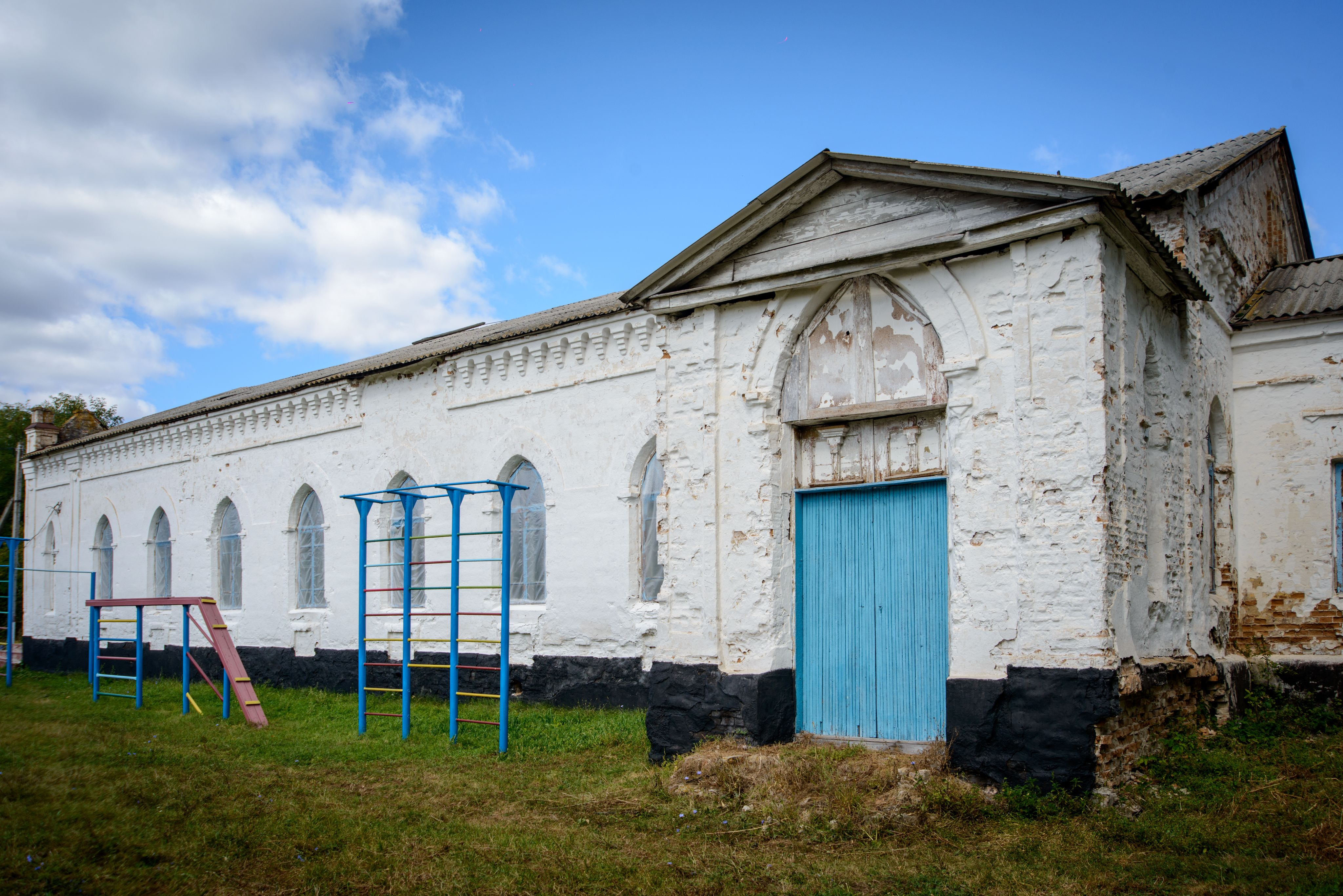
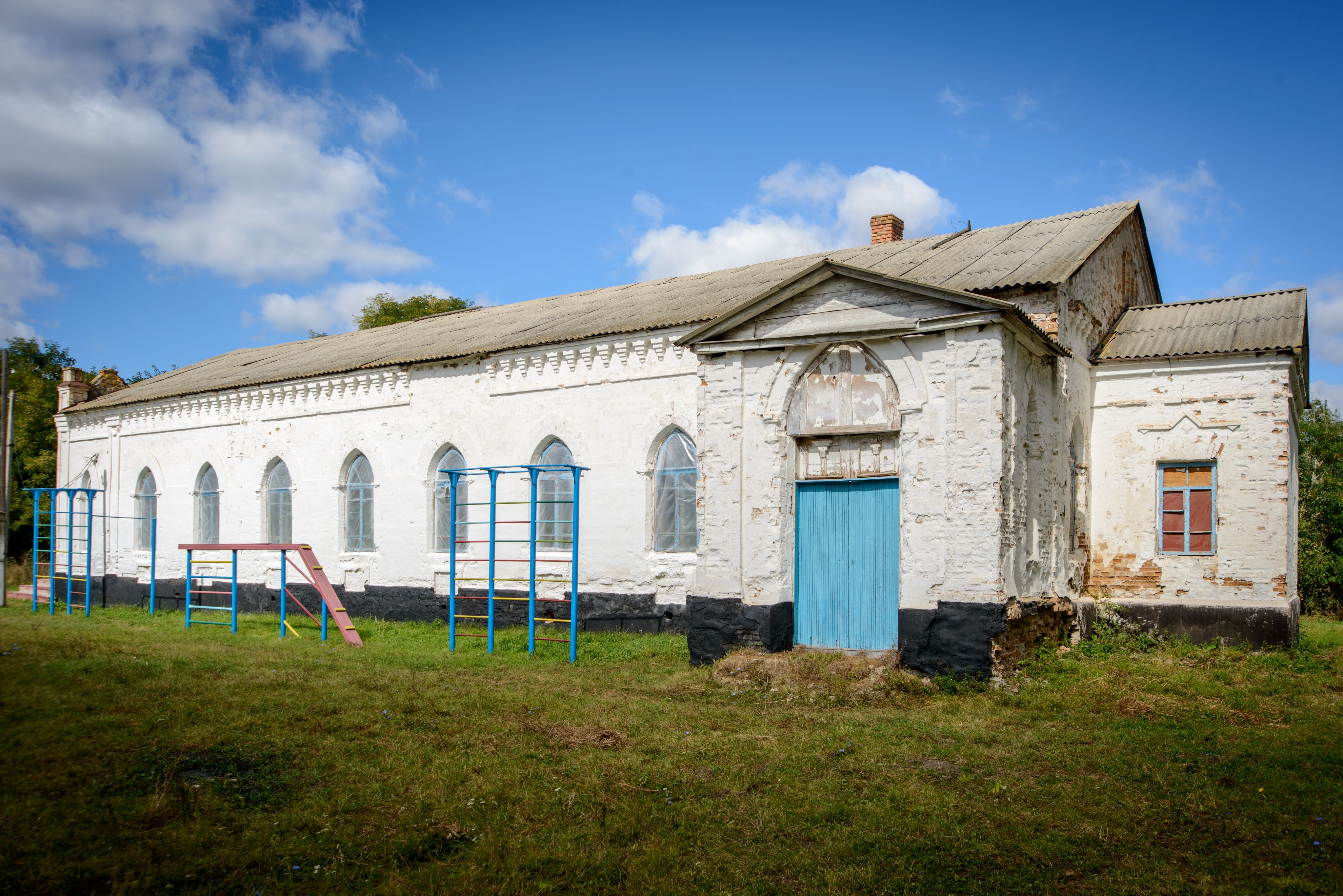
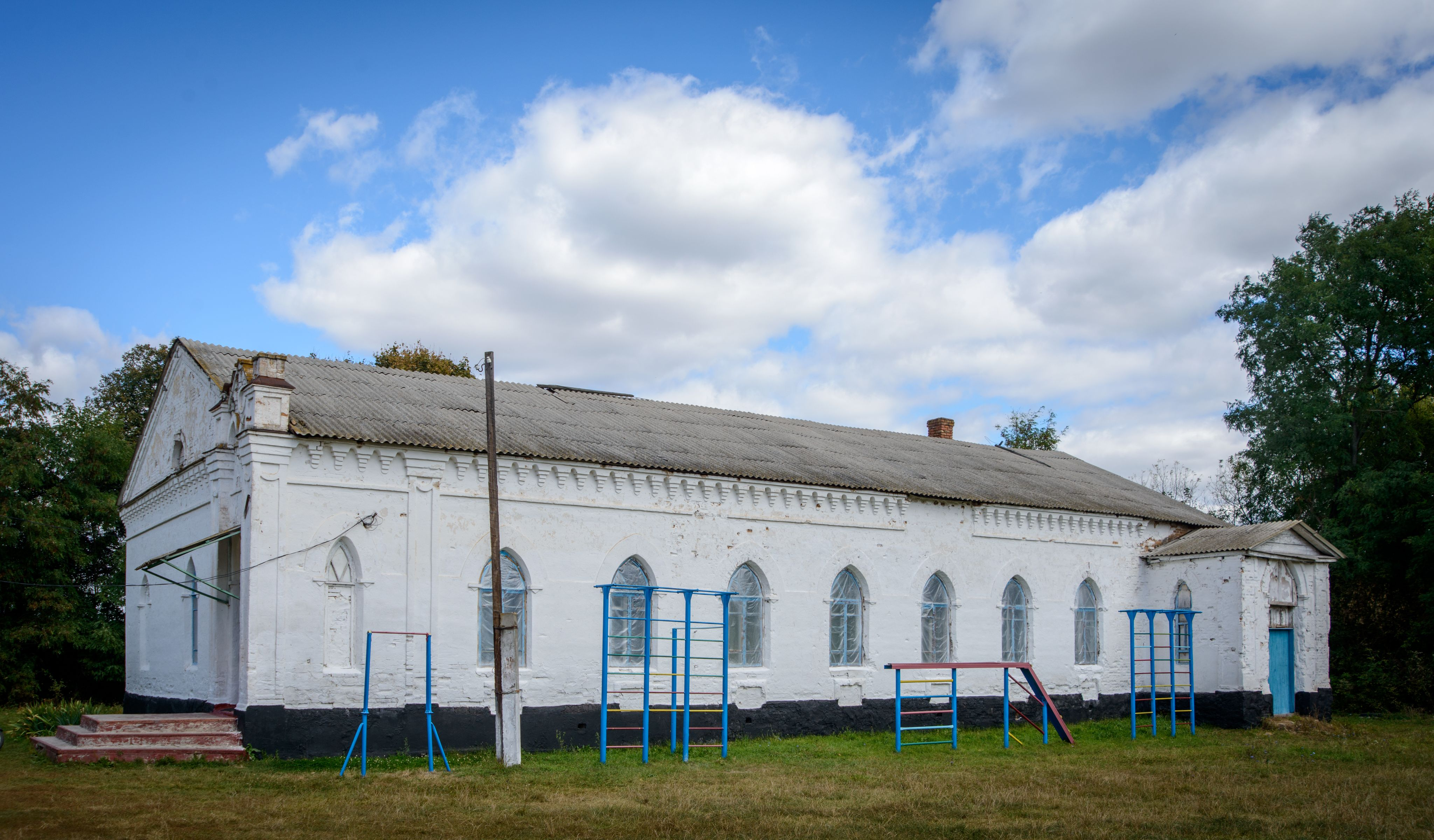
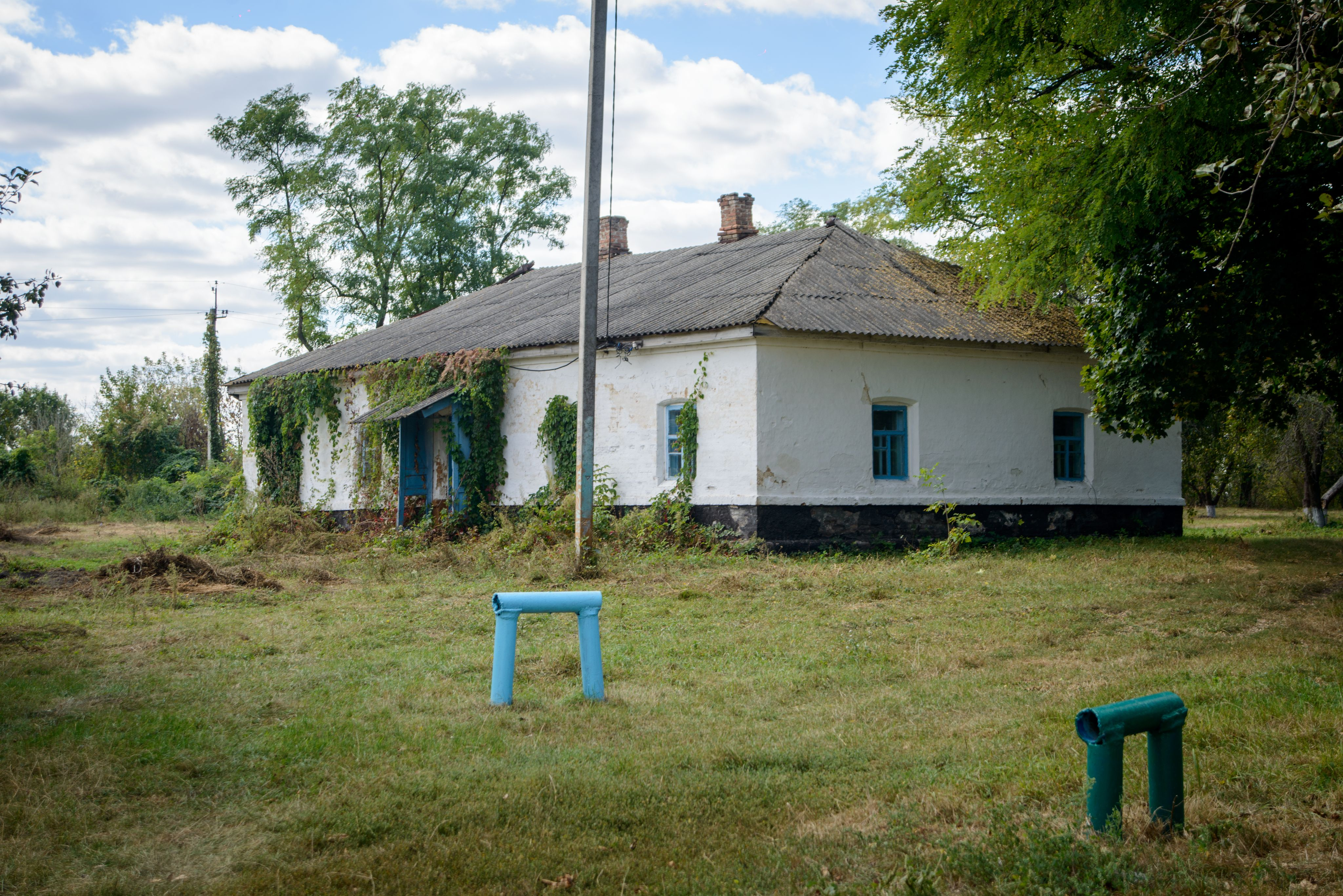
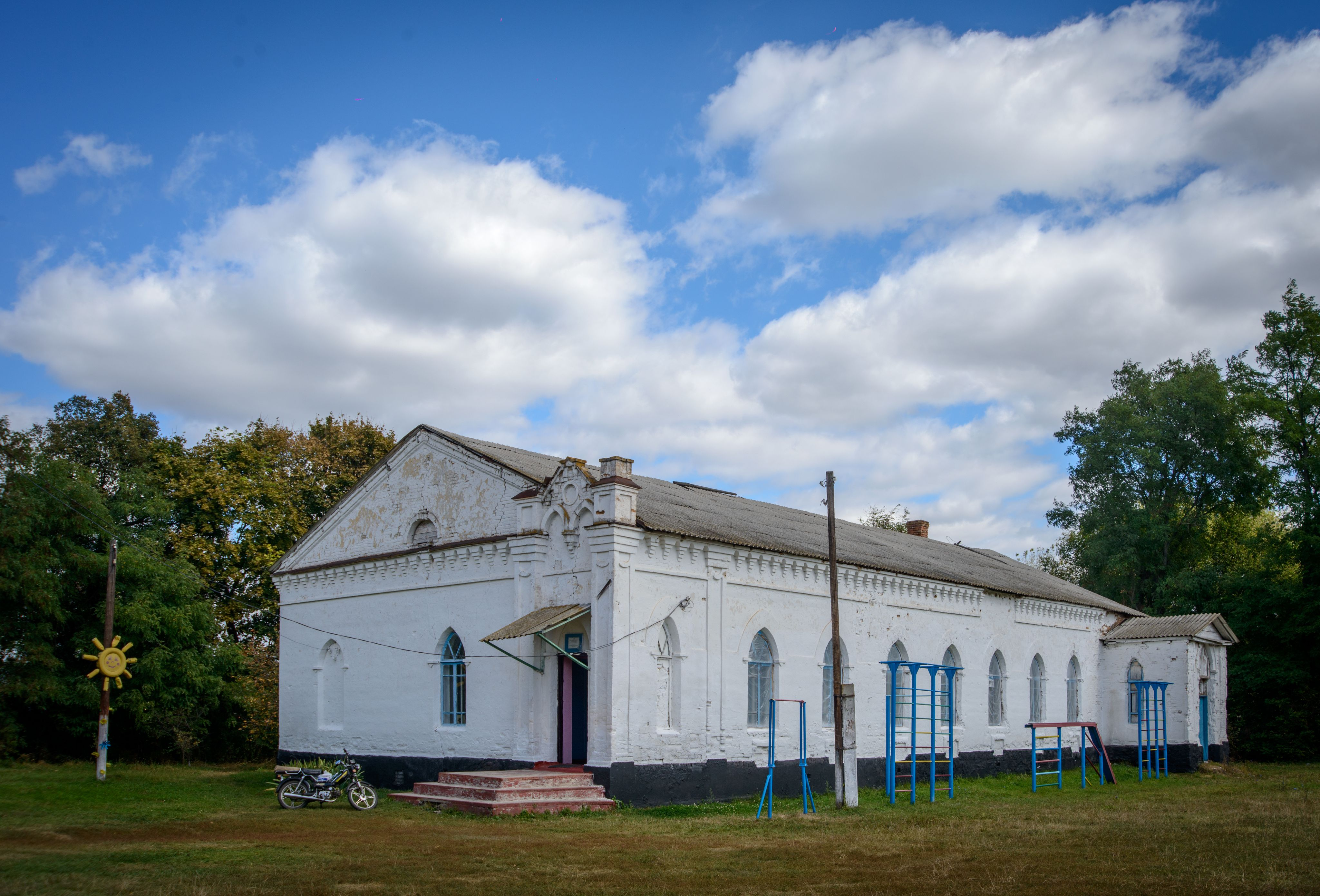
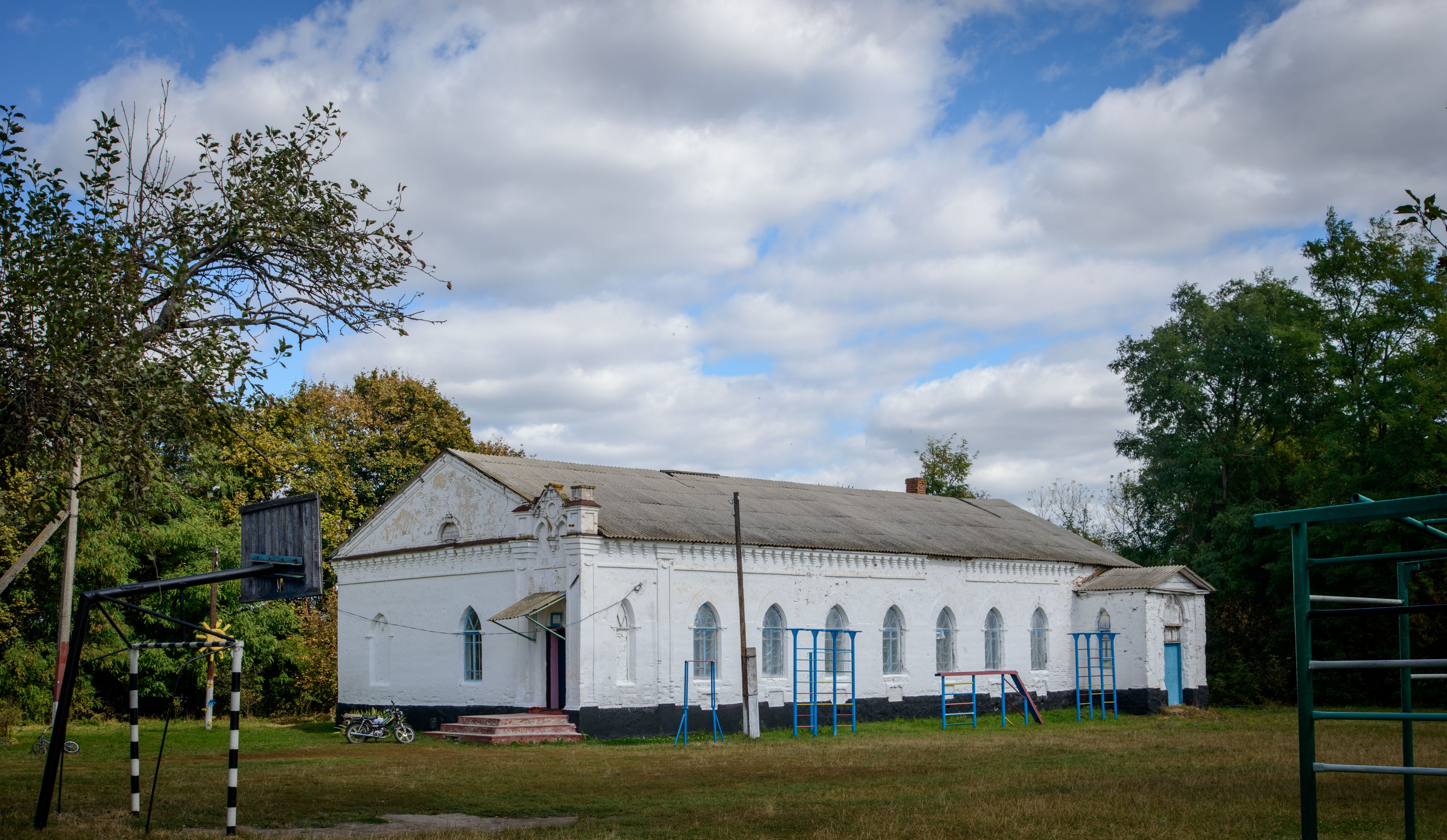
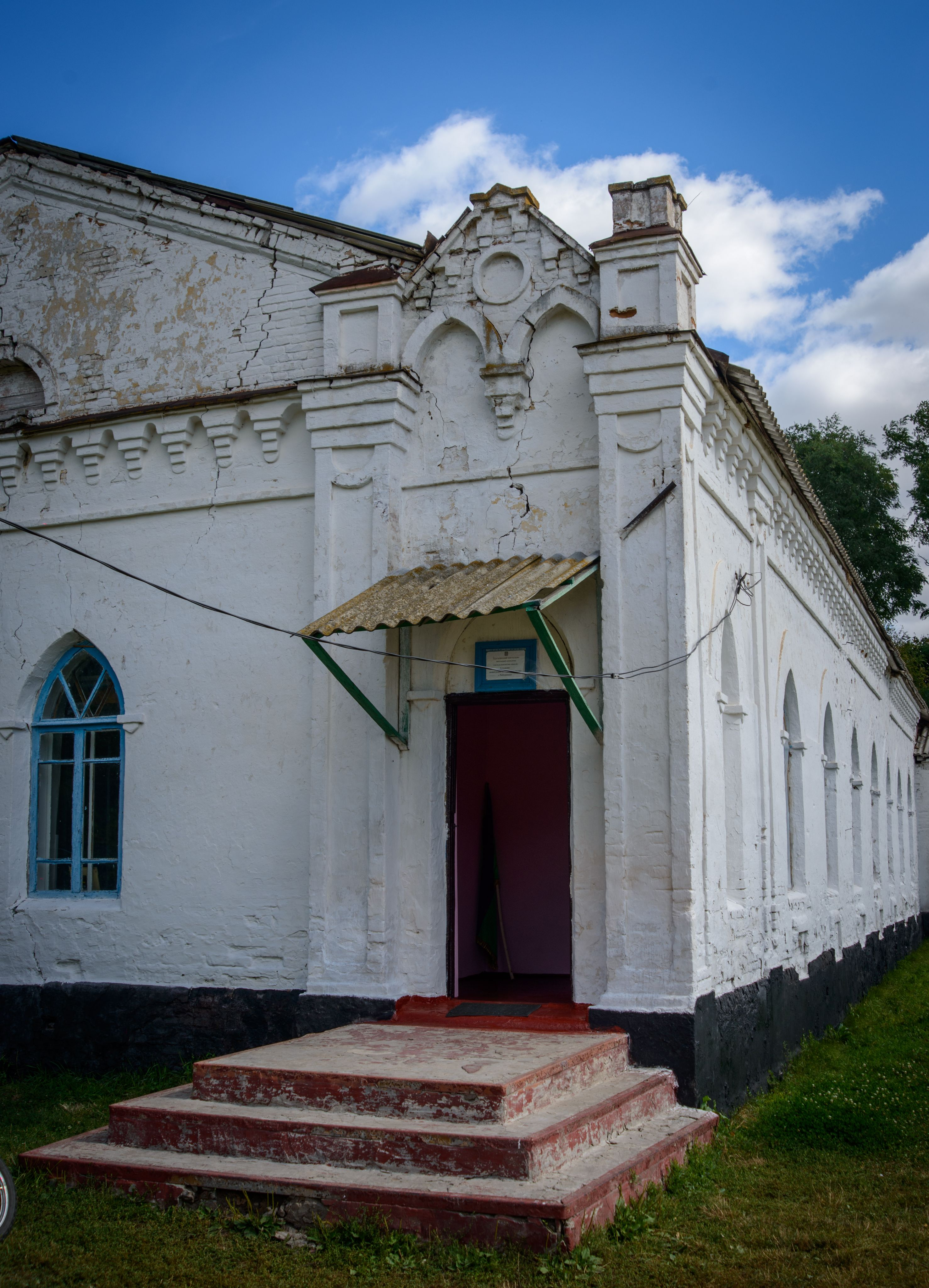
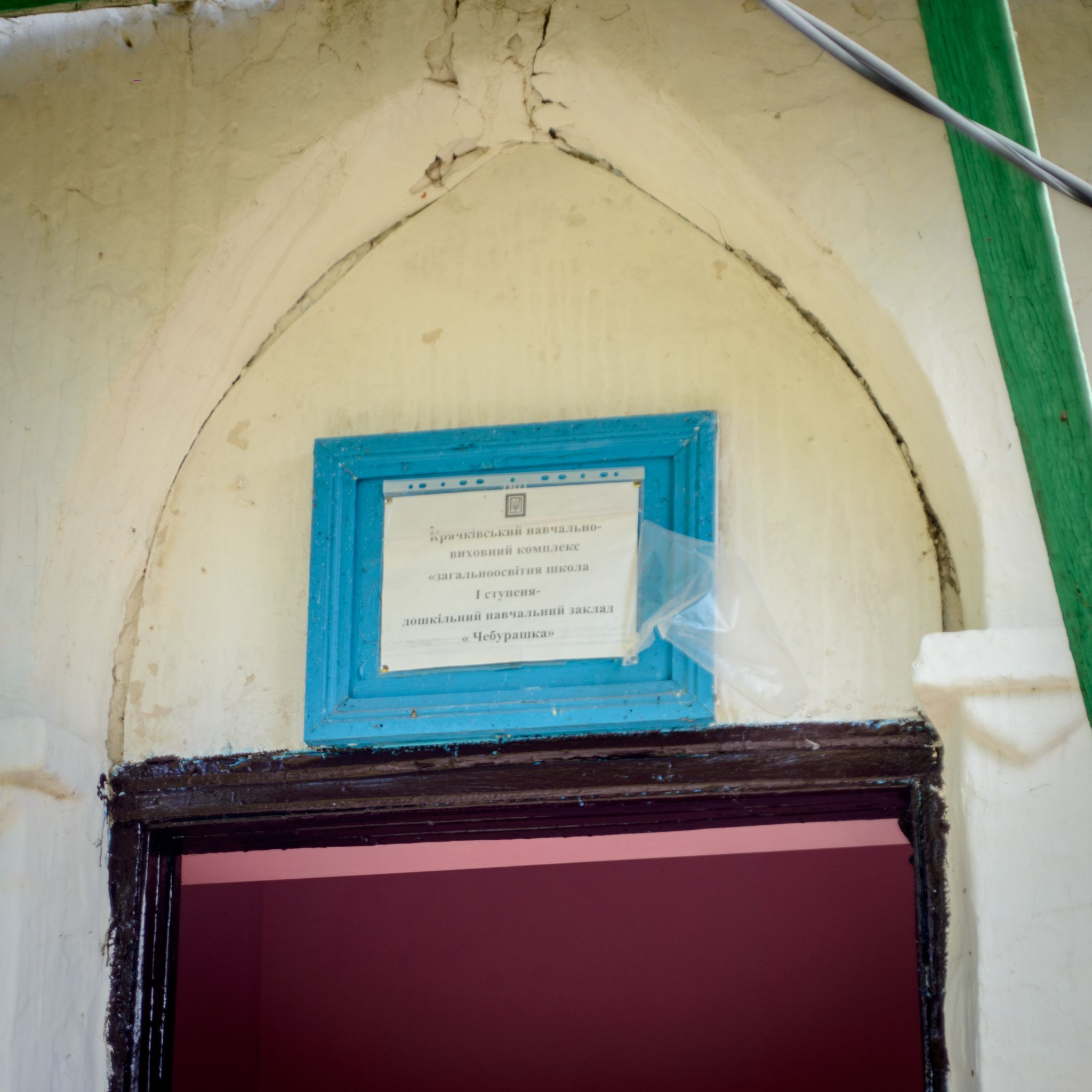
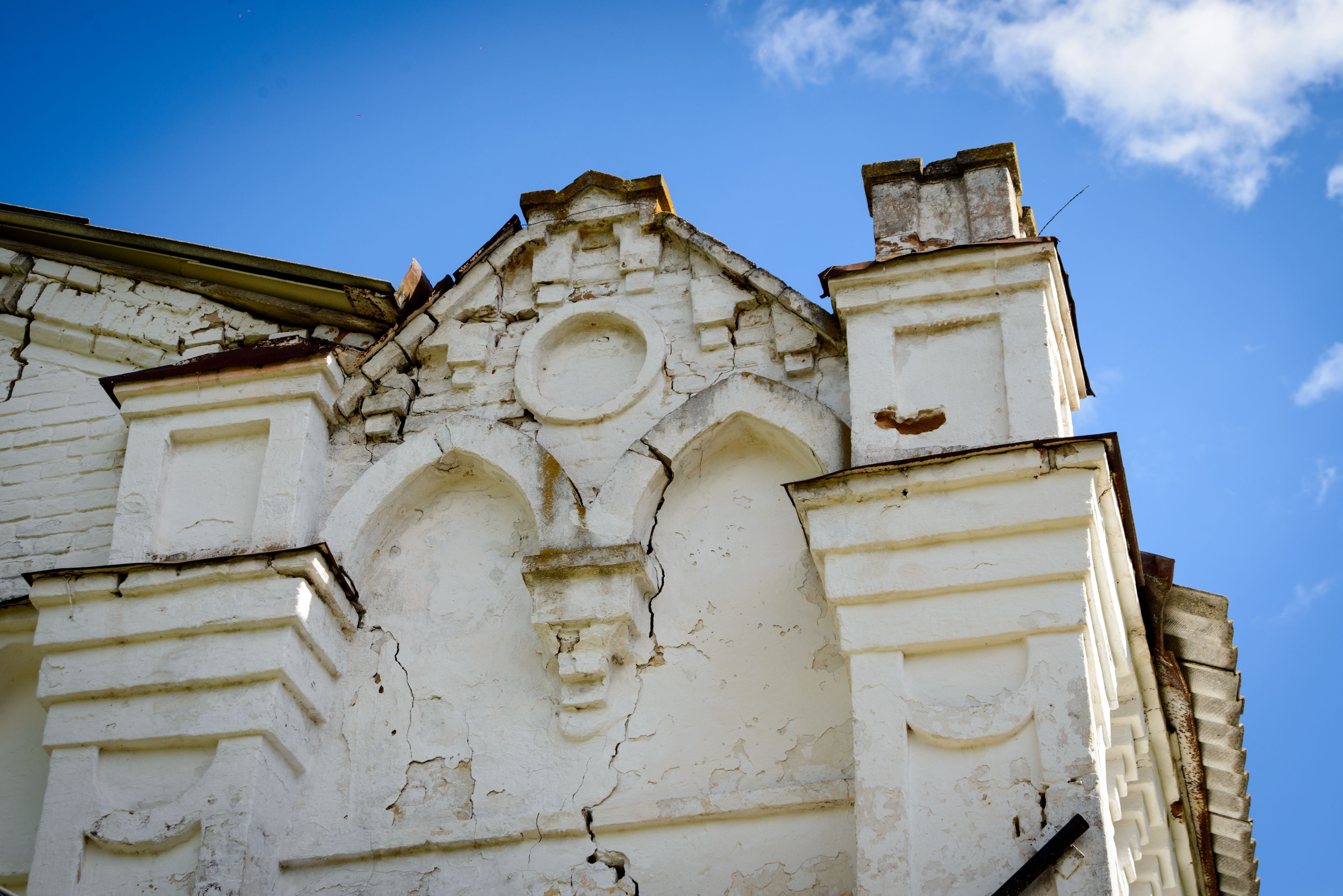
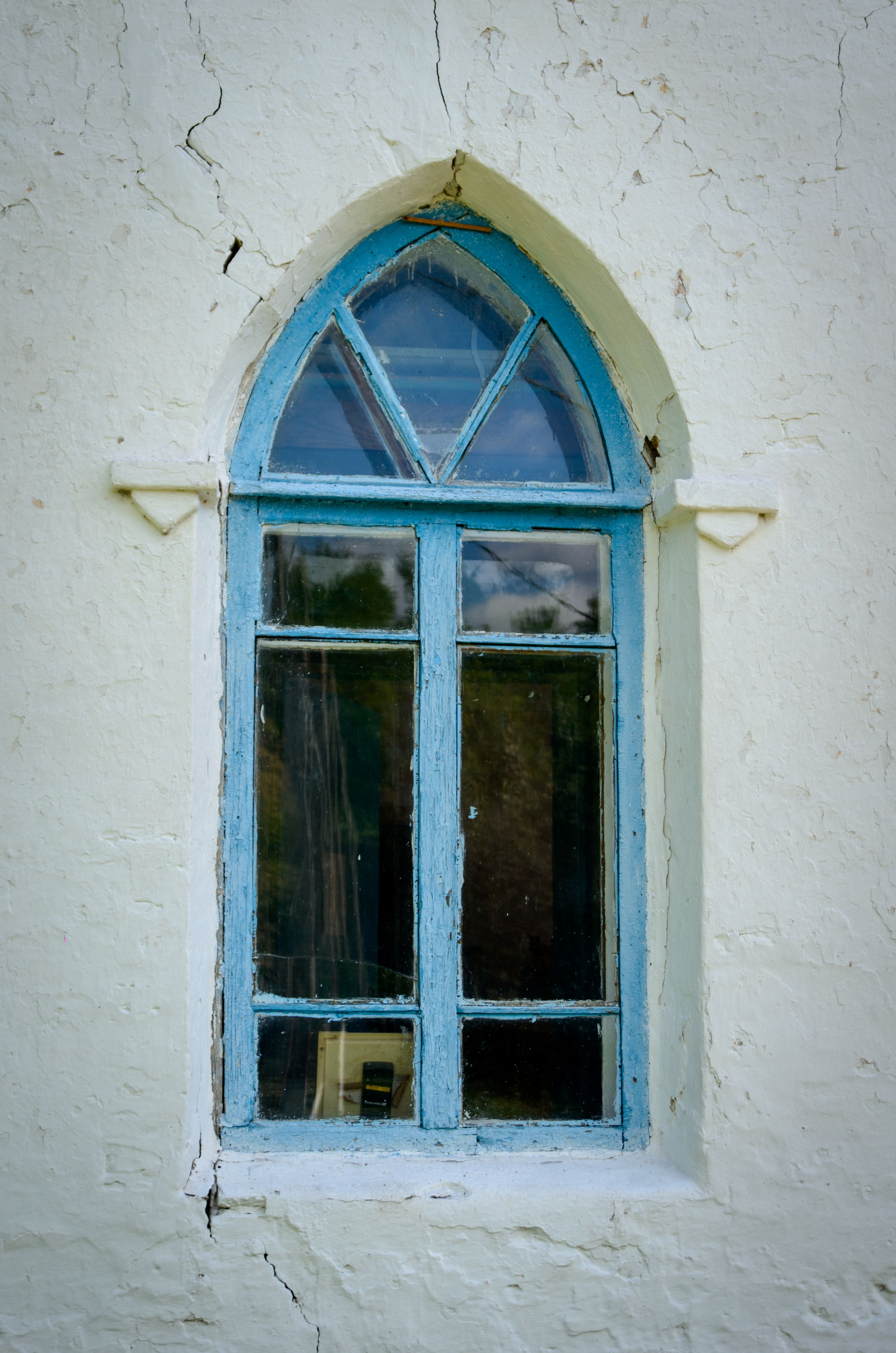
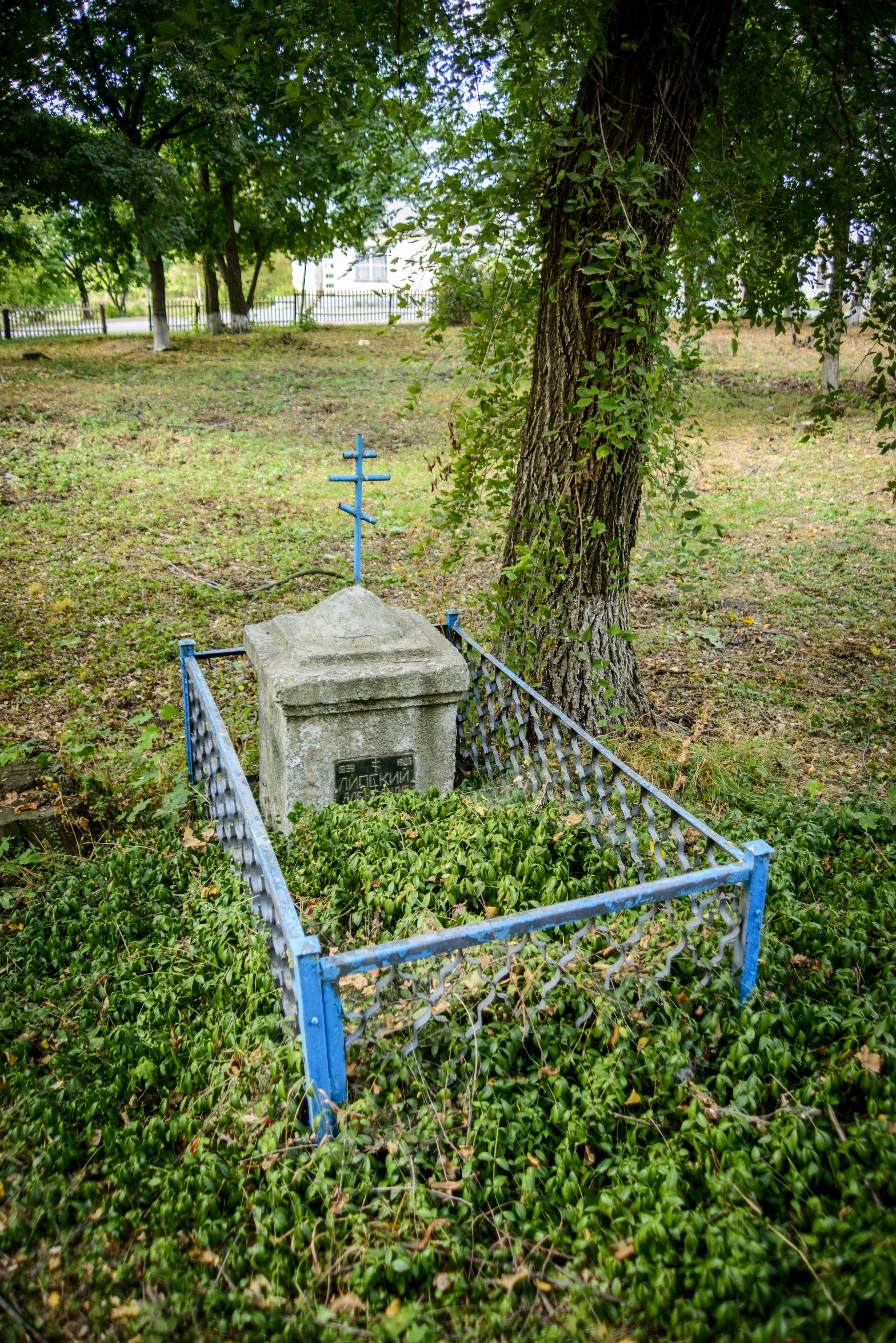
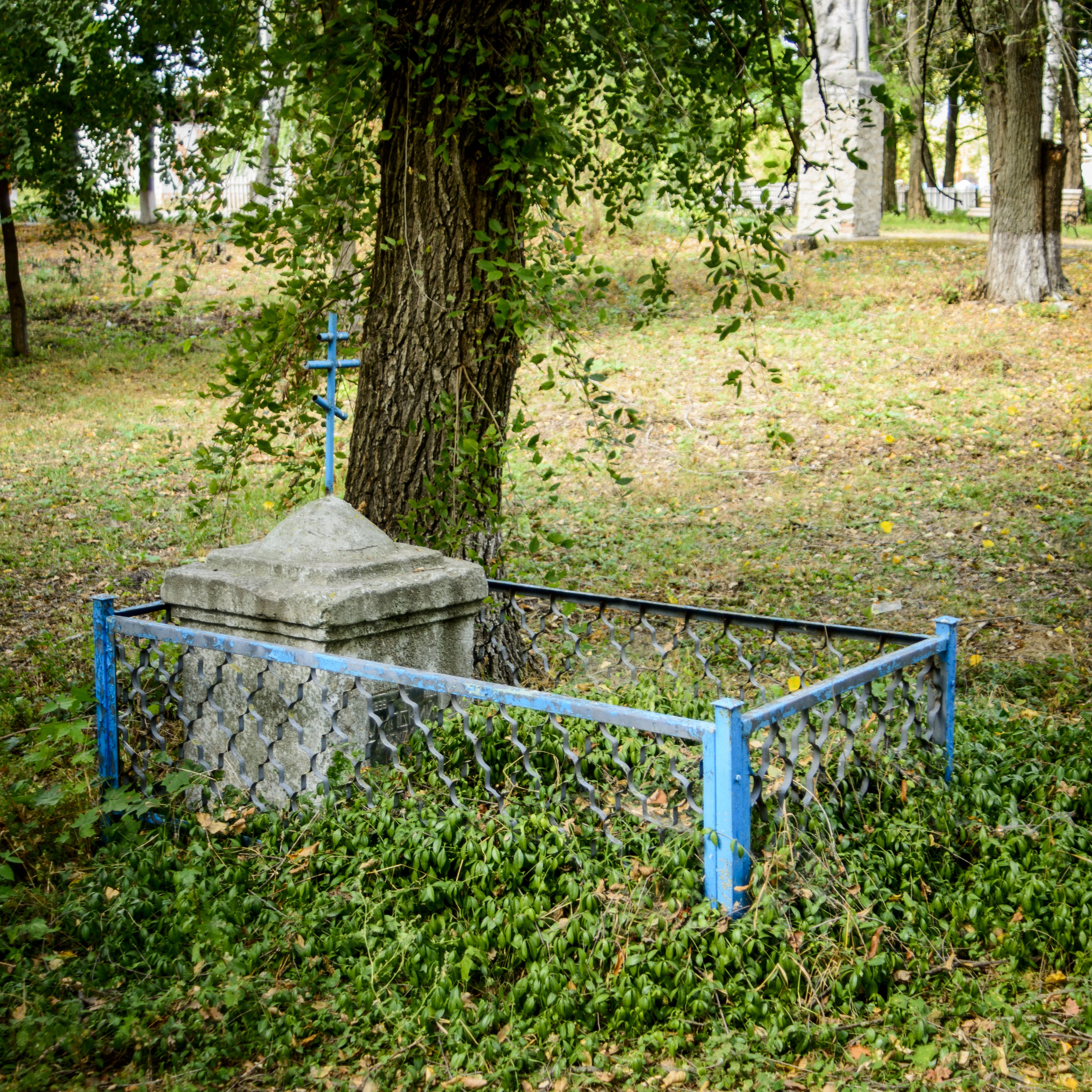
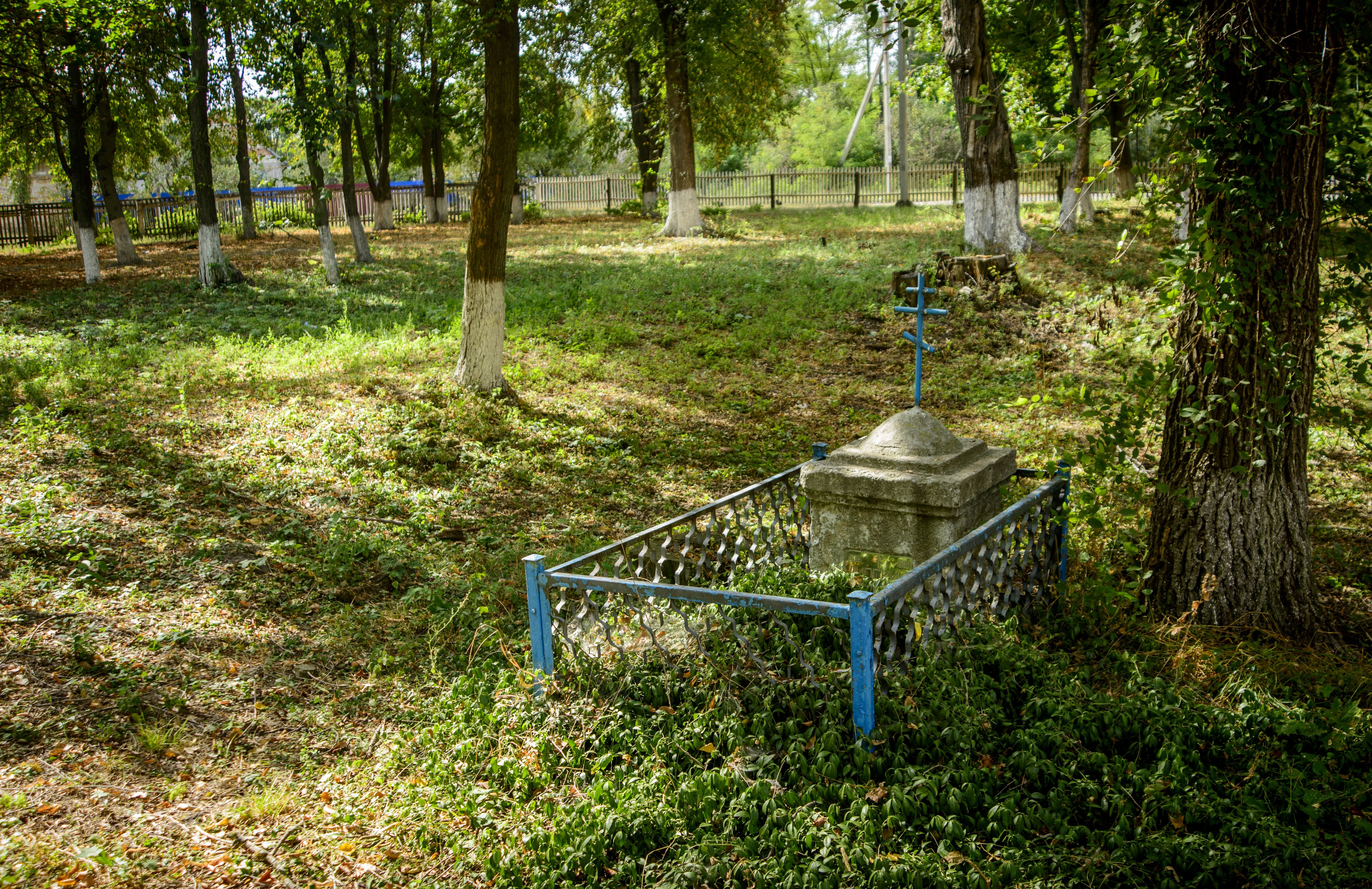
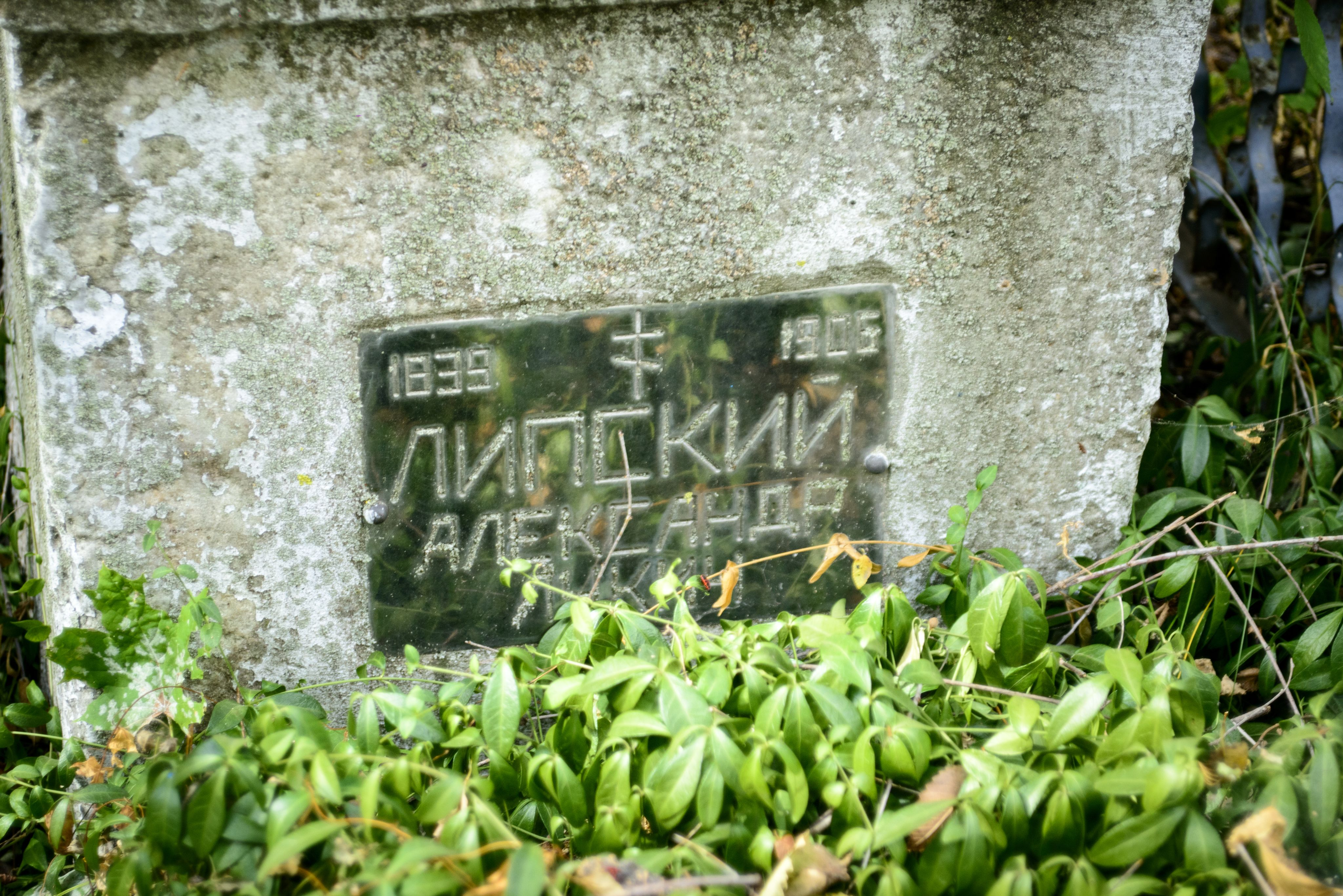